# Litoraea
Litoraea je biom trvale i dočasně zaplavených porostů tzv. brakických vod. Jedná se o ekosystémy s nejvyšší produkcí na jednotku plochy (vysoký přísun živin, sluneční energie a prakticky neomezeného množství vody).
Typické jsou tzv. mangrovové porosty mělčin tropických pobřeží kontinentů, ostrovů i korálových útesů.
Má zásadní vliv na koloběh vody naší planety, často působí jako účinné, kořenové čistírny vod.

## Příklady brakických vod
- Baltské moře – největší plocha brakické vody na světě
- Kaspické moře
- Amazonka
- Nil

V těchto biomech žijí převážně polotažné ryby, mezi ně patří například kapr, cejn, nebo sumec.